# كين هاملين (لاعب كرة قاعدة)
كين هاملين (بالإنجليزية: Ken Hamlin)‏ هو لاعب كرة قاعدة أمريكي، ولد في 18 مايو 1935 في ديترويت في الولايات المتحدة.

## وصلات خارجية
- كين هاملين على موقعبيزبول رفرنس.كوم (الدوري الرئيسي) (الإنجليزية)
- كين هاملين على موقعبيزبول رفرنس.كوم (الدوري الثانوي) (الإنجليزية)